# Erich Pfeiffer (Unternehmer)
Erich Pfeiffer (* 31. Juli 1895 in Wetzlar; † 7. April 1970 ebenda) war ein deutscher Unternehmer.

## Werdegang
Pfeiffer kam als Sohn des Fabrikanten Arthur Pfeiffer zur Welt. Nach Studium der Physik und Volkswirtschaft und Promotion trat er 1927 als Juniorchef in das väterliche Unternehmen, die Arthur Pfeiffer Vakuumtechnik Wetzlar GmbH, ein. Als sein Vater starb, übernahm er 1947 die Geschäftsführung. Er forcierte den Wiederaufbau nach dem Krieg und trieb die Entwicklung der Vakuumpumpen weiter voran. 1969 wurde das familiengeführte Unternehmen Teil der liechtensteinischen Balzers-Gruppe. Pfeiffer schied am 10. Dezember 1969 aus der Geschäftsführung aus und wechselte in den Aufsichtsrat.
1965 brachte er mit seiner Frau Dr. Hanny Pfeiffer seinen Besitz zugunsten der Belegschaft seines Unternehmens in die Dr. Erich Pfeiffer-Stiftung ein.

## Ehrungen
- 1966: Großes Verdienstkreuz der Bundesrepublik Deutschland